# Jô
Jô (* 20. März 1987 in São Paulo; bürgerlich João Alves de Assis Silva) ist ein brasilianischer Fußballspieler.

## Karriere

### Verein
Jô begann seine Fußballkarriere im Jahre 2003 im Alter von 16 Jahren in seiner Geburtsstadt bei SC Corinthians. Dort wurde er bald Stammspieler und galt früh als der „neue Pelé“ in seinem Land. Doch er konnte die Erwartungen nicht erfüllen und wechselte im Januar 2006 zum russischen Klub ZSKA Moskau. Dort war er im Sturm gesetzt und bildete zusammen mit seinem Landsmann Vágner Love das Sturmduo. Jô erzielte in seinen ersten 18 Spielen 14 Tore, wodurch er schnell zum Liebling der Fans wurde. Beeindrucken konnte er auch mit seinen zwei Toren, die er 2007 in der Champions League gegen Inter Mailand schoss. Insgesamt erzielte er bei ZSKA in 77 Partien 44 Treffer.
Jô wechselte im Juli 2008 in die Premier League. Manchester City nahm ihn unter Vertrag. Da er die in ihn gesetzten Erwartungen nicht erfüllen konnte, wurde er am 2. Februar 2009 bis zum Saisonende an den FC Everton verliehen. Hier markierte er beim 3:0-Sieg bei seinem Debüt gegen die Bolton Wanderers zwei Tore. Jô spielte für den Rest der Saison 2009/10 für Galatasaray Istanbul.
Im Juli 2011 wechselte Jô von Manchester City in seine Heimat zum SC Internacional.
Nachdem Ende 2019 sein Kontrakt mit Nagoya Grampus in Japan geendet hatte, war Jô zunächst ohne Kontrakt. Im Juni 2020 unterschrieb er dann einen Vertrag bis Ende 2023 bei Corinthians, dieses wurde seine dritte Anstellung bei dem Klub. Anfang Juni 2022 wurde bekannt, dass der Vertrag auf Wunsch des Spielers aufgelöst wurde.
Im Januar 2023 wurde Jôs Verpflichtung durch den Al-Jabalain FC in Saudi-Arabien bekannt. Bereits nach fünf Tagen wurde sein Kontrakt wieder aufgelöst. Jô hatte in diesen Tagen einen Einsatz über 25 Minuten gehabt.
Einen Monat später gab der Spieler seinen Rücktritt als Profisportler bekannt. 2024 erfolgte der Rücktritt vom Rücktritt. Er wurde vom Amazonas FC unter Vertrag genommen.

### Nationalmannschaft
Am 5. Juni 2007 gab Jô gegen die Türkei sein Debüt in der brasilianischen Nationalmannschaft. Jô war auch Teil des brasilianischen Teams, das bei den Olympischen Spielen 2008 in China die Bronzemedaille gewann. Sein erstes Tor für die Seleção erzielte er am 16. Juni 2013 gegen Japan im FIFA-Konföderationen-Pokal 2013.

## Erfolge
Nationalmannschaft
- Olympische Bronzemedaille: 2008
- FIFA-Konföderationen-Pokal: 2013
- Weltmeisterschafts-Vierter: 2014

Corinthians
- Brasilianischer Meister: 2005,  2017
- Staatsmeister von São Paulo: 2017

ZSKA Moskau
- Russischer Pokalsieger: 2005/06, 2007/08
- Russischer Meister: 2006

Internacional
- Recopa Sudamericana: 2011

Atlético Mineiro
- Staatsmeister von Minas Gerais: 2013
- Gewinner der Copa Libertadores: 2013
- Copa do Brasil: 2014

## Auszeichnungen
Corinthians
- Brasilianische Meisterschaft:  Torschützenkönig 2017
- Prêmio Craque do Brasileirão: 2017[10]
- Bola de Ouro: 2017

Nagoya Grampus
- Torschützenkönig J1 League: 2018

## Trivia
Anfang Mai 2024 kam es zu einer eintägigen Verhaftung von Jô. Aufgrund von nicht gezahlten Unterhaltungsleistungen, wurde er am 6. Mai festgenommen. Nachdem sein Klub, der Amazonas FC, die ausstehenden Zahlungen beglichen hatte, war er am Folgetag wieder auf freiem Fuß. Im Dezember 2024 wurde Jô erneut wegen ausstehender Unterhaltungszahlungen verhaftet.